# Saint-François (circonscription provinciale)
Pour les articles homonymes, voir Saint-François.
Circonscription électorale provinciale du Canada
Saint-François est une circonscription provinciale du Québec située en Estrie.

## Historique
La circonscription de Saint-François a été créée en 1972 à partir de parties de Compton, Sherbrooke et, dans une moindre mesure, Richmond. Elle n'est que légèrement modifiée en 1980, et en 1992 elle cède la municipalité de Ascot Corner à Mégantic-Compton. En 2001, le territoire de Saint-François est réduit au nord au profit des circonscriptions de Sherbrooke, Orford et Mégantic-Compton, mais s'agrandit au sud à l'encontre des deux dernières, gagnant en particulier la ville de Coaticook. 
En 2011, Saint-François est agrandi de quelques municipalités rurales prélevées sur Orford et Mégantic-Compton, ainsi que d'une partie de la ville de Sherbrooke qui se trouvait dans la circonscription de Johnson.

## Territoire et limites
La circonscription de Saint-François comprend les municipalités suivantes :
- Barnston-Ouest ;
- Coaticook ;
- Compton ;
- Dixville ;
- East Hereford ;
- Martinville ;
- Sherbrooke - arrondissements de Brompton, Fleurimont et Lennoxville ;
- Sainte-Edwidge-de-Clifton ;
- Saint-Herménégilde ;
- Saint-Malo ;
- Saint-Venant-de-Paquette ;
- Stanstead-Est ;
- Waterville.

## Liste des députés
| Législature                                                 | Années       | Député | Député                  | Parti            |
| ----------------------------------------------------------- | ------------ | ------ | ----------------------- | ---------------- |
| Saint-François Créée depuis Compton, Richmond et Sherbrooke |              |        |                         |                  |
| 30e                                                         | 1973–1976    |        | Gérard Déziel           | Libéral          |
| 31e                                                         | 1976–1981    |        | Réal Rancourt           | Parti québécois  |
| 32e                                                         | 1981–1985    |        | Réal Rancourt           | Parti québécois  |
| 33e                                                         | 1985–1989    |        | Monique Gagnon-Tremblay | Libéral          |
| 34e                                                         | 1989–1994    |        | Monique Gagnon-Tremblay | Libéral          |
| 35e                                                         | 1994–1998    |        | Monique Gagnon-Tremblay | Libéral          |
| 36e                                                         | 1998–2003    |        | Monique Gagnon-Tremblay | Libéral          |
| 37e                                                         | 2003–2007    |        | Monique Gagnon-Tremblay | Libéral          |
| 38e                                                         | 2007–2008    |        | Monique Gagnon-Tremblay | Libéral          |
| 39e                                                         | 2008–2012    |        | Monique Gagnon-Tremblay | Libéral          |
| 40e                                                         | 2012–2014    |        | Réjean Hébert           | Parti québécois  |
| 41e                                                         | 2014–2018    |        | Guy Hardy               | Libéral          |
| 42e                                                         | 2018–2022    |        | Geneviève Hébert        | Coalition avenir |
| 43e                                                         | 2022–présent |        | Geneviève Hébert        | Coalition avenir |

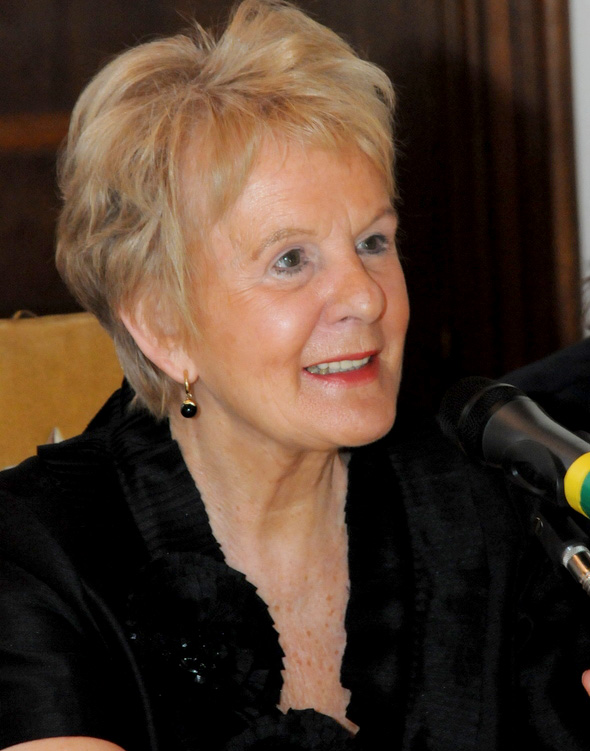
Monique Gagnon-Tremblay est député de Saint-François de 1985 à 2012 pour le Parti libéral du Québec.
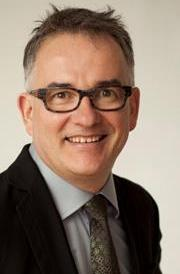
Rejean Hebert est député de Saint-François de 2012 à 2014 pour le Parti québécois.

## Résultats électoraux

### Évolution pour les principaux partis
| |
| - Parti libéral - Parti québécois - Crédit social (ancien) - Union nationale (ancien) - Unité (1989) / Égalité (1994) - Action démocratique (ancien) - Québec solidaire - Coalition avenir - Parti conservateur |

### Résultats détaillés
|                                                                                               | Nom                         | Parti                    | Nombre de voix | %      | Maj.  |
| --------------------------------------------------------------------------------------------- | --------------------------- | ------------------------ | -------------- | ------ | ----- |
|                                                                                               | Geneviève Hébert (sortante) | Coalition avenir         | 17 280         | 42,4 % | 5 789 |
|                                                                                               | Mélissa Généreux            | Québec solidaire         | 11 491         | 28,2 % | -     |
|                                                                                               | Dany Bernier                | Conservateur             | 4 483          | 11 %   | -     |
|                                                                                               | Sylvie Tanguay              | Parti québécois          | 3 712          | 9,1 %  | -     |
|                                                                                               | Claude Charron              | Libéral                  | 3 220          | 7,9 %  | -     |
|                                                                                               | Colleen McInerney           | Parti canadien du Québec | 285            | 0,7 %  | -     |
|                                                                                               | Olivier Dion                | Climat Québec            | 257            | 0,6 %  | -     |
| Total                                                                                         | Total                       | Total                    | 40 728         | 100 %  |       |
| Le taux de participation lors de l'élection était de 69,4 % et 566 bulletins ont été rejetés. |                             |                          |                |        |       |

|                                                                                               | Nom                | Parti               | Nombre de voix | %      | Maj.  |
| --------------------------------------------------------------------------------------------- | ------------------ | ------------------- | -------------- | ------ | ----- |
|                                                                                               | Geneviève Hébert   | Coalition avenir    | 13 524         | 34,7 % | 4 450 |
|                                                                                               | Charles Poulin     | Libéral             | 9 074          | 23,3 % | -     |
|                                                                                               | Kévin Côté         | Québec solidaire    | 8 833          | 22,7 % | -     |
|                                                                                               | Solange Masson     | Parti québécois     | 6 304          | 16,2 % | -     |
|                                                                                               | Mathieu Morin      | Vert                | 691            | 1,8 %  | -     |
|                                                                                               | Cyrille Mc Elreavy | Citoyens au pouvoir | 514            | 1,3 %  | -     |
| Total                                                                                         | Total              | Total               | 38 940         | 100 %  |       |
| Le taux de participation lors de l'élection était de 69,2 % et 677 bulletins ont été rejetés. |                    |                     |                |        |       |

|                                                                                               | Nom                     | Parti            | Nombre de voix | %      | Maj.  |
| --------------------------------------------------------------------------------------------- | ----------------------- | ---------------- | -------------- | ------ | ----- |
|                                                                                               | Guy Hardy               | Libéral          | 14 899         | 38,5 % | 2 174 |
|                                                                                               | Réjean Hébert (sortant) | Parti québécois  | 12 725         | 32,9 % | -     |
|                                                                                               | Gaston Stratford        | Coalition avenir | 6 607          | 17,1 % | -     |
|                                                                                               | André Poulin            | Québec solidaire | 3 136          | 8,1 %  | -     |
|                                                                                               | Vincent J. Carbonneau   | Vert             | 478            | 1,2 %  | -     |
|                                                                                               | Philippe Lafrance       | Bloc pot         | 292            | 0,8 %  | -     |
|                                                                                               | Étienne Boudou-Laforce  | Option nationale | 265            | 0,7 %  | -     |
|                                                                                               | Marcel Collette         | Conservateur     | 181            | 0,5 %  | -     |
|                                                                                               | Lionel Lambert          | Unité nationale  | 82             | 0,2 %  | -     |
| Total                                                                                         | Total                   | Total            | 38 665         | 100 %  |       |
| Le taux de participation lors de l'élection était de 70,2 % et 581 bulletins ont été rejetés. |                         |                  |                |        |       |

|                                                                                               | Nom                 | Parti            | Nombre de voix | %      | Maj. |
| --------------------------------------------------------------------------------------------- | ------------------- | ---------------- | -------------- | ------ | ---- |
|                                                                                               | Réjean Hébert       | Parti québécois  | 15 303         | 36,3 % | 65   |
|                                                                                               | Nathalie Goguen     | Libéral          | 15 238         | 36,2 % | -    |
|                                                                                               | Éric Giroux         | Coalition avenir | 7 607          | 18,1 % | -    |
|                                                                                               | André Poulin        | Québec solidaire | 2 111          | 5 %    | -    |
|                                                                                               | Gaby Machabée       | Option nationale | 932            | 2,2 %  | -    |
|                                                                                               | Lindsay-Jane Gowman | Vert             | 809            | 1,9 %  | -    |
|                                                                                               | Lionel Lambert      | Unité nationale  | 124            | 0,3 %  | -    |
| Total                                                                                         | Total               | Total            | 42 124         | 100 %  |      |
| Le taux de participation lors de l'élection était de 77,3 % et 581 bulletins ont été rejetés. |                     |                  |                |        |      |

## Résultats référendaires
|  | Référendum                     | % du OUI | % du NON | Taux de participation |
|  | Référendum de 1980             | 41,86 %  | 58,14 %  | 85,36 %               |
|  | Accord de Charlottetown (1992) | 42,98 %  | 57,02 %  | 80,29 %               |
|  | Référendum de 1995             | 50,16 %  | 49,84 %  | 93,21 %               |